# Rue Benjamin-Baillaud
La rue Benjamin-Baillaud (en occitan : carrièra Benjamin Baillaud) est une voie de Toulouse, chef-lieu de la région Occitanie, dans le Midi de la France.

## Situation et accès

### Description
La rue Benjamin-Baillaud est une voie publique. Elle se trouve dans le quartier de Marengo-Jolimont, dans le secteur 4 - Est. Longue de 192 mètres, lle naît perpendiculairement à l'avenue du Commandant-Taillandier, presque dans le prolongement de la voie piétonne de l'impasse de la Caravelle. Elle suit un parcours rectiligne, orienté au nord-est, qui s'abaisse en suivant la pente du coteau de la butte du Calvinet. Elle se termine au carrefour de l'impasse André-Lartigue et de l'avenue Yves-Brunaud. Celle-ci, qui a absorbé la deuxième partie de la rue Benjamin-Baillaud, se prolonge au nord-est jusqu'à la place de la Roseraie.
La rue Benjamin-Baillaud correspond à une partie de l'ancien chemin vicinal no 77, qui allait du chemin de Périole (actuelle rue de Périole) au chemin des Argoulets en franchissant la colline du Calvinet (actuelles rue Bernard-Ortet, rue des Redoutes, impasse de la Caravelle, rue Benjamin-Baillaud, passage Louis-Plana et rue Arthur-Legoust).
La chaussée compte une voie de circulation dans chaque sens. Elle appartient à une zone 30 et la vitesse y est limitée à 30 km/h. Il n'existe en revanche ni bande, ni piste cyclable.

### Voies rencontrées
La rue Benjamin-Baillaud rencontre les voies suivantes, dans l'ordre des numéros croissants (« g » indique que la rue se situe à gauche, « d » à droite) :
1. Avenue du Commandant-Taillandier
2. Impasse André-Lartigue (g)
3. Avenue Yves-Brunaud (d)

### Transports
La rue Benjamin-Baillaud est parcourue par la ligne de bus 37. Elle a d'ailleurs son terminus à proximité immédiate, au pied de la station Jolimont, sur la ligne de métro .
Il existe une station de vélos en libre-service VélôToulouse : la station no 177 (64 rue Benjamin-Baillaud).

## Odonymie

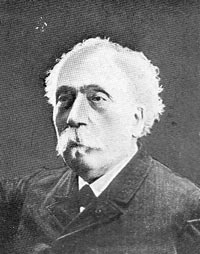
Portrait de Benjamin Baillaud (Bulletin de la société astronomique de France, 1913).

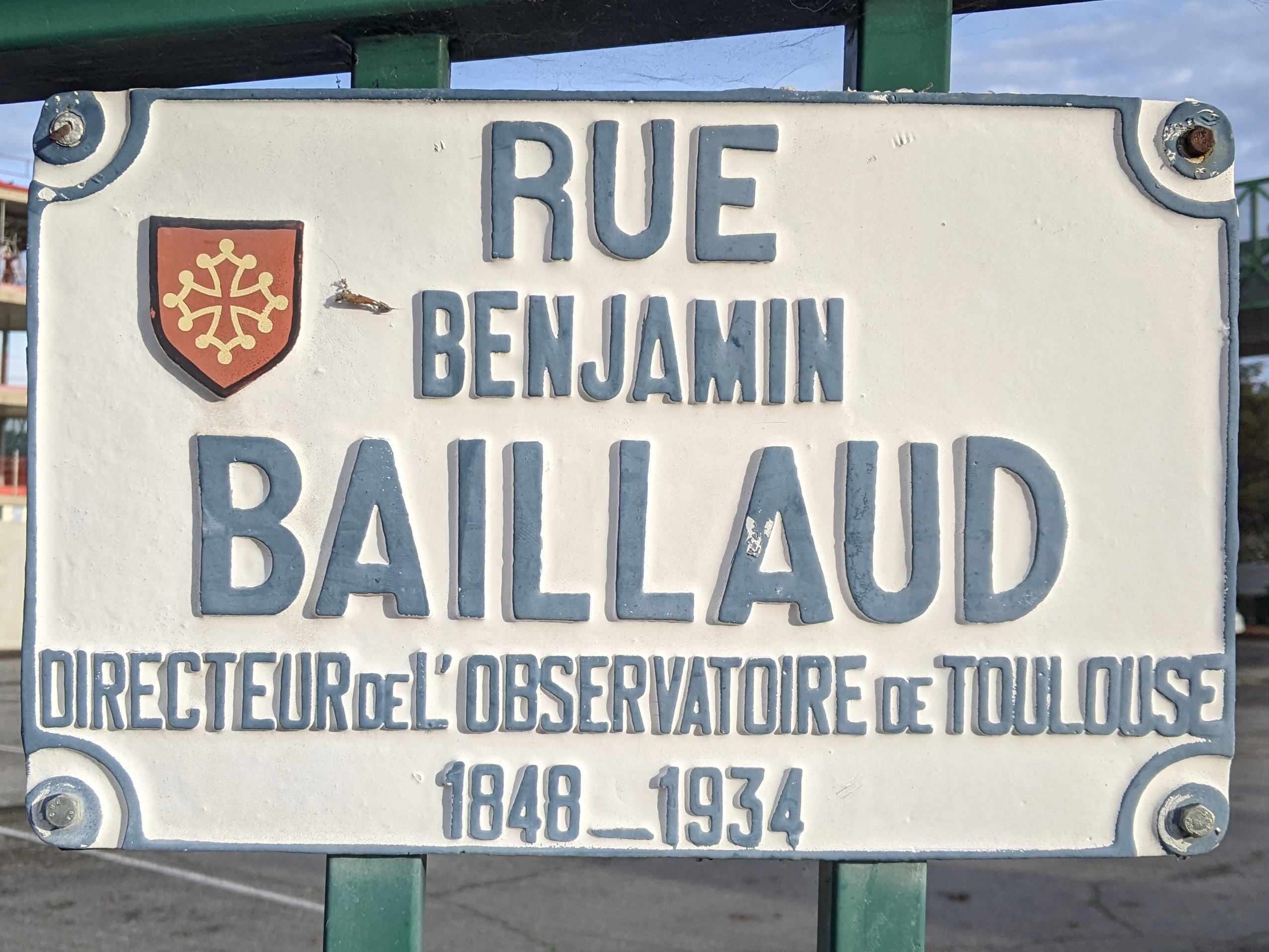
Plaque de rue.

La rue porte le nom de Benjamin Baillaud (1848-1934). Élève à l'École normale supérieure et à la faculté des sciences de Paris, il devient élève-astronome à l'observatoire de Paris. En 1878, il est délégué à la direction de l'observatoire de Toulouse, et chargé de cours à la faculté des sciences. En 1906, il fait construire le premier observatoire au sommet du pic du Midi. En 1908, il quitte Toulouse et devient directeur de l'observatoire de Paris, qu'il conserve jusqu'en 1926.
Aux XVIIe et XVIIIe siècles, la rue est une partie du chemin de la Font-Servi : ce nom lui vient d'une source naturelle (font, « source » en occitan), qui s'écoulait, depuis le sommet de la colline du Calvinet, jusque dans la plaine de l'Hers. À partir de 1824, on lui trouve plutôt le nom de chemin des Redoutes, à cause des redoutes fortifiées qui couronnaient la colline. C'est en octobre 1936, deux ans après la mort de Benjamin Baillaud, que le conseil municipal voulut lui rendre hommage en donnant son nom à une rue proche de l'observatoire (actuel no 1 avenue Camille-Flammarion). D'ailleurs, plusieurs voies du quartier de Marengo-Jolimont portent le nom d'astronomes, tels que l'avenue Camille-Flammarion, la rue Garipuy, la rue Johannes-Kepler, la rue Urbain-Le Verrier et la rue Frédéric-Petit.

## Histoire
Entre 2022 et 2023, l'immeuble Hill Side est construit sur une partie du parking du métro, au carrefour de l'avenue Yves-Brunaud.

## Patrimoine et lieux d'intérêt

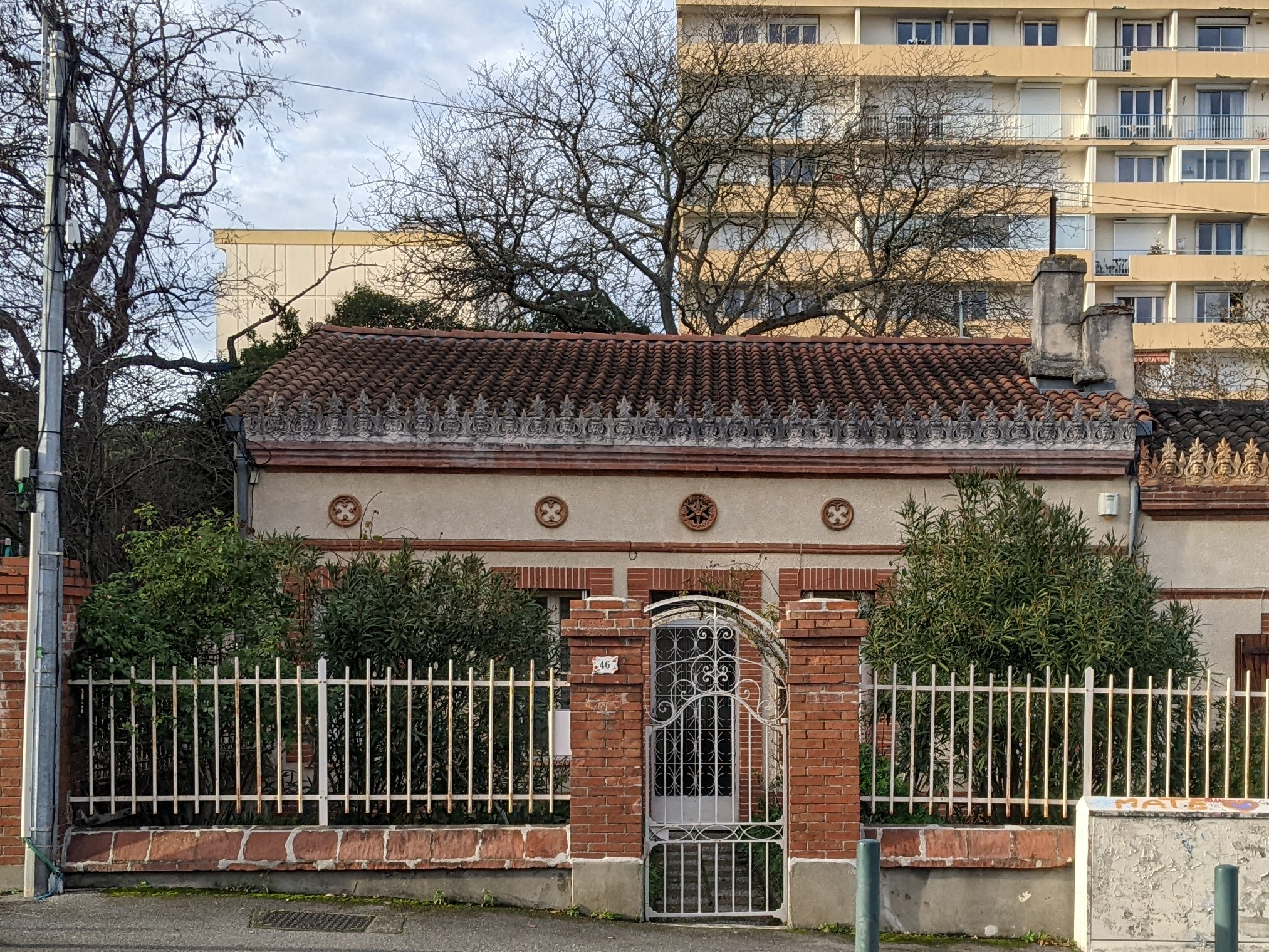
no 46 : maison toulousaine.

- no  46 : maison toulousaine.
La maison toulousaine, construite dans la deuxième moitié du XIXe siècle, est bâtie en brique. Elle s'élève en retrait par rapport à la rue Benjamin-Baillaud, dont elle est séparée par une clôture. Le portail est encadré par deux piliers en brique. Le bâtiment principal se développe sur cinq travées et deux niveaux, séparés par un cordon de brique. Le comble à surcroît a conservé d'anciennes ouvertures en terre cuite. L'élévation est couronnée par une large corniche moulurée, surmontée d'une frise d'antéfixes au motif de tête barbue en terre cuite.

- no  48 : maison toulousaine (deuxième moitié du XIXe siècle)[10].
- no  54 : maison toulousaine (deuxième moitié du XIXe siècle).